# Pyxine simulans
Pyxine simulans är en lavart som beskrevs av Kalb. Pyxine simulans ingår i släktet Pyxine och familjen Physciaceae.   Inga underarter finns listade i Catalogue of Life.